# Sites historiques et culturels majeurs protégés au niveau national (Shaanxi)
 (février 2021).
Cette liste regroupe les principaux sites protégés pour leur valeur culturelle et historique au niveau national par l'administration d'État chargée du patrimoine culturel en Chine pour la province du Shaanxi.  
Elle a été établie en sept vagues successives : la série 1 en 1961, 2 en 1982, 3 en 1988, 4 en 1996, 5 en 2001, 6 en 2006, 7 en 2013. La liste présentée ci-dessous ne reprend actuellement que les quatre premières séries.
| N°    | Désignation                               | Ville / district          | Image |
| ----- | ----------------------------------------- | ------------------------- | ----- |
| 1-23  | Sites révolutionnaires de Yan'an          | Yan'an                    |       |
| 1-57  | Porte et inscriptions de la route Baoye   | Hanzhong                  |       |
| 1-63  | Grande pagode de l'oie sauvage            | Xi'an                     |       |
| 1-64  | Petite pagode de l'oie sauvage            | Xi'an                     |       |
| 1-67  | Pagode du temple Xingjiao                 | Xi'an                     |       |
| 1-104 | Remparts de Xi'an                         | Xi'an                     |       |
| 1-125 | Forêt de stèles                           | Xi'an                     |       |
| 1-128 | Inscriptions du Yaowangshan               | Tongchuan / Yaozhou       |       |
| 1-139 | Site archéologique de Banpo               | Xi'an / Baqiao            |       |
| 1-143 | Ruines de Fenghao                         | Xi'an                     |       |
| 1-151 | Palais Epang                              | Xi'an                     |       |
| 1-152 | Chang'an, ancienne capitale               | Xi'an                     |       |
| 1-156 | Palais Daming                             | Xi'an                     |       |
| 1-162 | Mausolée de l'empereur Jaune              | Yan'an / Huangling        |       |
| 1-164 | Mausolée de l'empereur Qin                | Xi'an                     |       |
| 1-165 | Mausolée de Wudi                          | Xianyang / Xingping       |       |
| 1-166 | Tombe de Huo Qubing                       | Xianyang / Xingping       |       |
| 1-170 | Mausolée de Taizong                       | Xianyang / Liquan         |       |
| 1-171 | Mausolée de Gaozong                       | Xianyang / Qian           |       |
| 1-172 | Mausolée de Yang Shi                      | Xianyang                  |       |
| 2-6   | Site de l'incident de Xi'an               | Xi'an                     |       |
| 2-47  | Sites de l'homme de Lantian               | Xi'an / Lantian           |       |
| 2-50  | Site de Zhouyuan                          | Baoji / Fufeng            |       |
| 2-56  | Mausolée de Sima Qian                     | Weinan / Hancheng         |       |
| 3-35  | Site révolutionnaire de Wayaobao          | Yan'an / Zichang          |       |
| 3-36  | Bureaux de la huitième armée de route     | Xi'an                     |       |
| 3-49  | Grotte du Dafosi                          | Xianyang / Bin            |       |
| 3-51  | Grottes du Zhongshan                      | Yan'an / Zichang          |       |
| 3-109 | Hall principal du temple Zhaoren          | Xianyang / Changwu        |       |
| 3-126 | Temple Xiyue                              | Weinan / Huayin           |       |
| 3-135 | Grande mosquée de Xi'an                   | Xi'an                     |       |
| 3-204 | Site de Yongcheng                         | Baoji / Fengxiang         |       |
| 3-207 | Site de Xianyang, ancienne capitale       | Xianyang                  |       |
| 3-226 | Fours de Yaozhou                          | Tongchuan / Wangyi        |       |
| 3-233 | Tombe de Han Gaozu                        | Xianyang\| / Weicheng     |       |
| 3-234 | Mausolée de Xuan Di                       | Xi'an                     |       |
| 3-243 | Mausolée Qiaoling                         | Weinan / Pucheng          |       |
| 4-20  | Site néolithique de Jiangzhai             | Xi'an / Lintong           |       |
| 4-31  | Canal Zhengguo                            | Xianyang\| / Jingyang     |       |
| 4-32  | Grande muraille de Wei                    | Weinan / Huayin           |       |
| 4-39  | Palais Ganquan                            | Xianyang\| / Chunhua      |       |
| 4-43  | Tongwancheng                              | Yulin / Jingbian          |       |
| 4-47  | Site de Daxing                            | Xi'an                     |       |
| 4-48  | Palais Renshou et palais Jiuchengi        | Baoji / Linyou            |       |
| 4-49  | Pont Baqiao (zh)                          | district de Baqiao, Xi'an |       |
| 4-53  | Palais Huaqing                            | Xi'an                     |       |
| 4-68  | Tombe de Wuhou                            | Hanzhong / Mian           |       |
| 4-69  | Mausolée de Sui Wendi                     | Xianyang / Yangling       |       |
| 4-70  | Mausolée Yongling                         | Weinan / Fuping           |       |
| 4-80  | Pagode Fawang                             | Xi'an / Zhouzhi           |       |
| 4-93  | Ancienne architecture de Fuzhoucheng      | Yulin / Fugu              |       |
| 4-126 | Temple Dayu                               | Weinan / Hancheng         |       |
| 4-161 | Tours du tambour et de la cloche de Xi'an | Xi'an                     |       |
| 4-162 | Temple Shuilu                             | Xi'an / Lantian           |       |
| 4-250 | Puits de pétrole de Yanyijing             | Yan'an / Yanchang         |       |